# Štítnik
Štítnik és un poble i municipi d'Eslovàquia. Es troba a la regió de Košice, a l'est del país.

## Història
La primera referència escrita de la vila data del 1243.

## Demografia
| Godina             | 1994 | 2004   | 2014   | 2024   |
| ------------------ | ---- | ------ | ------ | ------ |
| Nombre de persones | 1485 | 1501   | 1496   | 1463   |
| Diferència         |      | +1,07% | −0,33% | −2,20% |

| Godina             | 2023 | 2024   |
| ------------------ | ---- | ------ |
| Nombre de persones | 1460 | 1463   |
| Diferència         |      | +0,20% |